# Taufbecken (Bazouges-la-Pérouse)

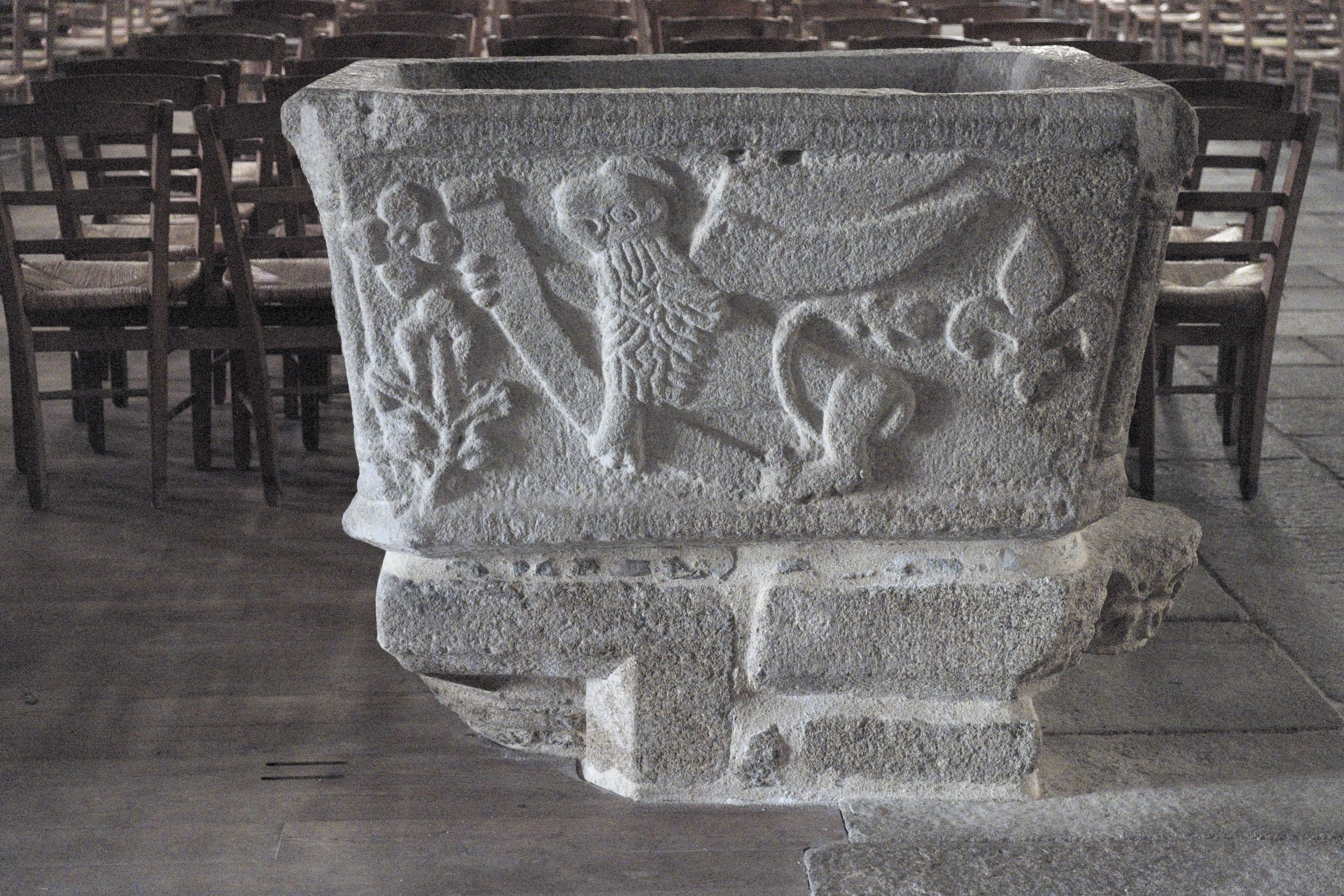
Taufbecken in Bazouges-la-Pérouse, der Löwe als Symbol für den Evangelisten Markus

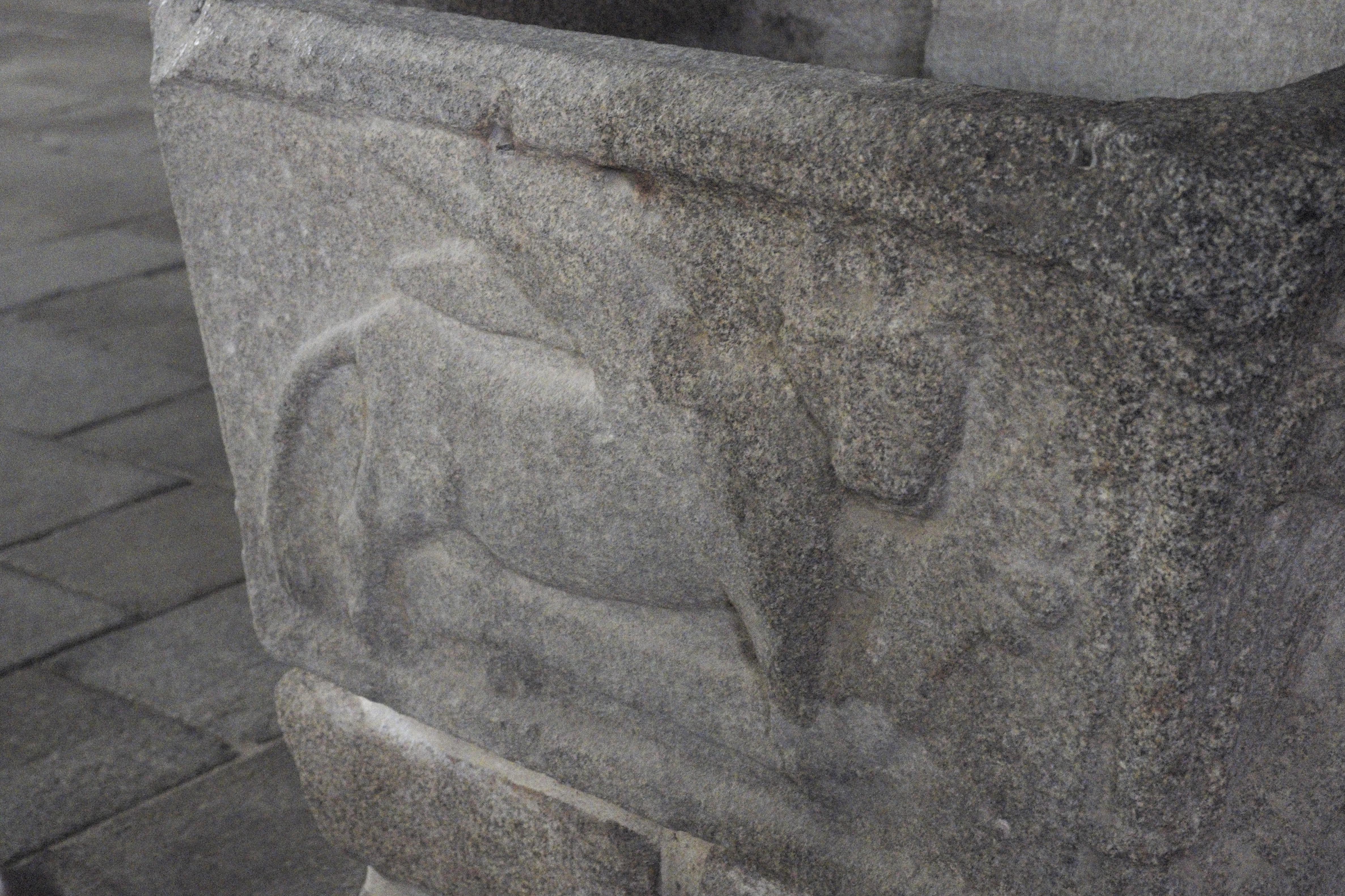
Der Stier versinnbildlicht den Evangelisten Lukas

Das Taufbecken in der katholischen Kirche St-Pierre-St-Paul in Bazouges-la-Pérouse, einer französischen Gemeinde im Département Ille-et-Vilaine in der Region Bretagne, wurde im 15. Jahrhundert geschaffen. 
Im Jahr 1919 wurde das gotische Taufbecken als Monument historique in die Liste der geschützten Objekte (Base Palissy) in Frankreich aufgenommen.
Das Taufbecken aus Stein ist so groß, dass der Täufling in das Becken eingetaucht werden konnte. An den vier Seiten sind als Reliefs die Evangelistensymbole zu sehen: Ein Mensch versinnbildlicht Matthäus, der Löwe Markus, der Stier Lukas und der Adler Johannes.